# Kristianstad (stad)

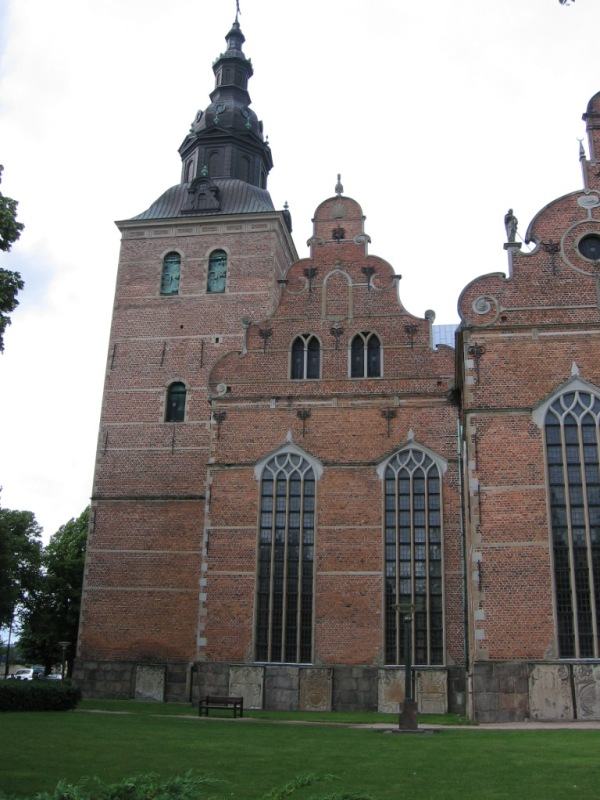
Kristianstad, Trefaldighetskyrkan (2007)

Kristianstad is de hoofdplaats van de gelijknamige gemeente Kristianstad in de Zweedse provincie Skåne län.
De stad had 40.145 inwoners in 2016. De gehele gemeente Kristianstad telde eind 2010 83.662 inwoners.
Kristianstad is gesticht in 1614 als Cristiansstad door koning Christian IV van Denemarken na het afbranden van de stad Vä. De stad is gesticht om de oostelijke helft van Skåne, dat toen nog bij Denemarken hoorde, te beschermen tegen de Zweden. De stad werd aangelegd door de Nederlandse ingenieurs Poulus Buysser, Jacop Borbeck en Christian van der Sluys
Het laagste punt van Zweden ligt in Kristianstad. Het ligt 2,41 meter onder de zeespiegel.

## Verkeer en vervoer
Bij de plaats lopen de E22, Riksväg 19, Riksväg 21 en Länsväg 118.
De stad ligt met het station aan de spoorlijnen Östra Skånes Järnvägar, Kristianstad - Helsingborg en Kristianstad - Karlskrona.

## Geboren in Kristianstad
- Anders Jahan Retzius (1742-1821), chemicus, botanicus en entomoloog
- Axel Anderberg (1860), architect
- Fredrik Böök (1883), literatuurcriticus en schrijver
- Carl Richter (1885), operazanger
- Lena Lervik (1940), beeldhouwster
- Anders Linderoth (1950), voetbalcoach en voetballer
- Malin Andersson (1973), voetbalster
- Lisa Nordén (1984), triatlete
- Kosovare Asllani (1989), voetbalster
- Josefine Rybrink (1998), voetbalster
- Sebastian Nanasi (2002), voetballer

## Afbeeldingen

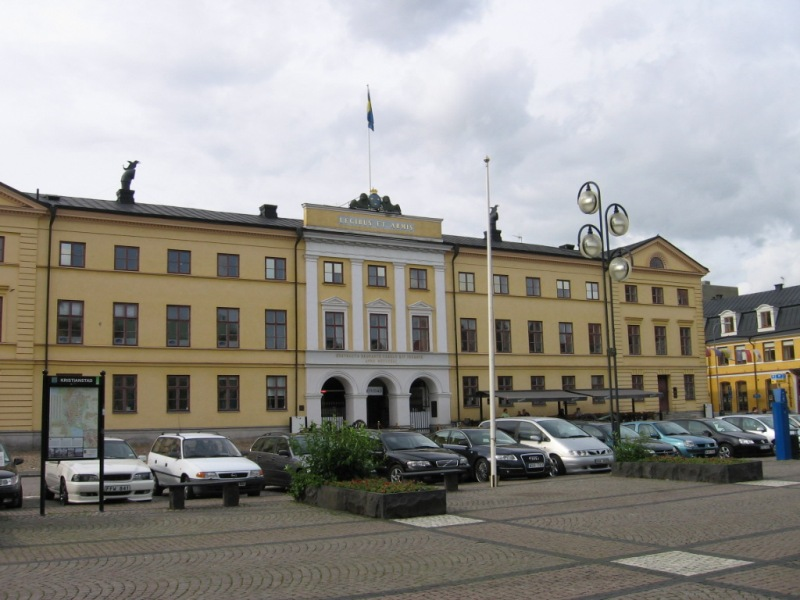
Kristianstad, Stora kronohuset (2007)
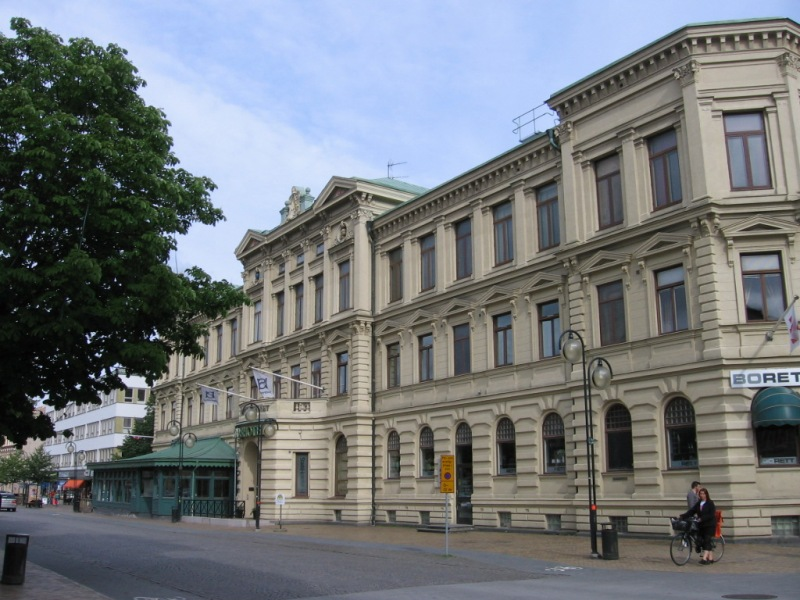
Kristianstad, Stadshotel (2007)
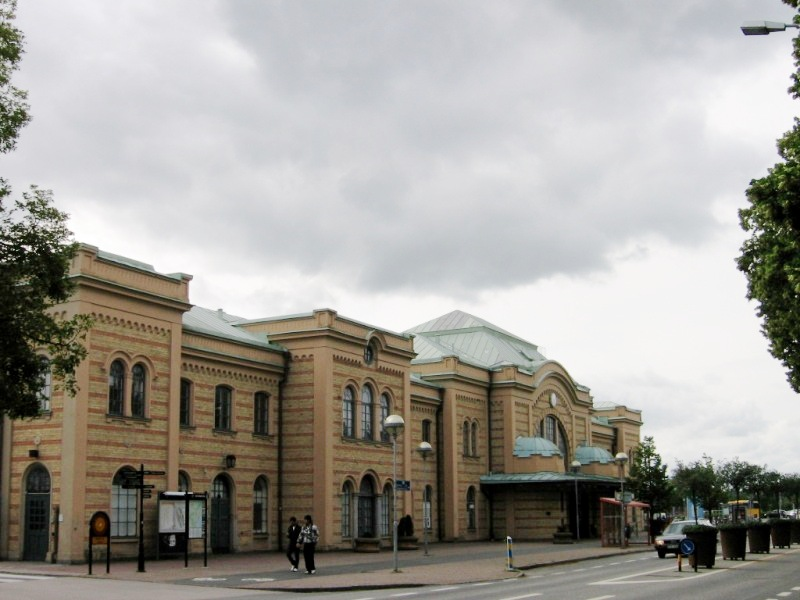
Kristianstad, (2007)
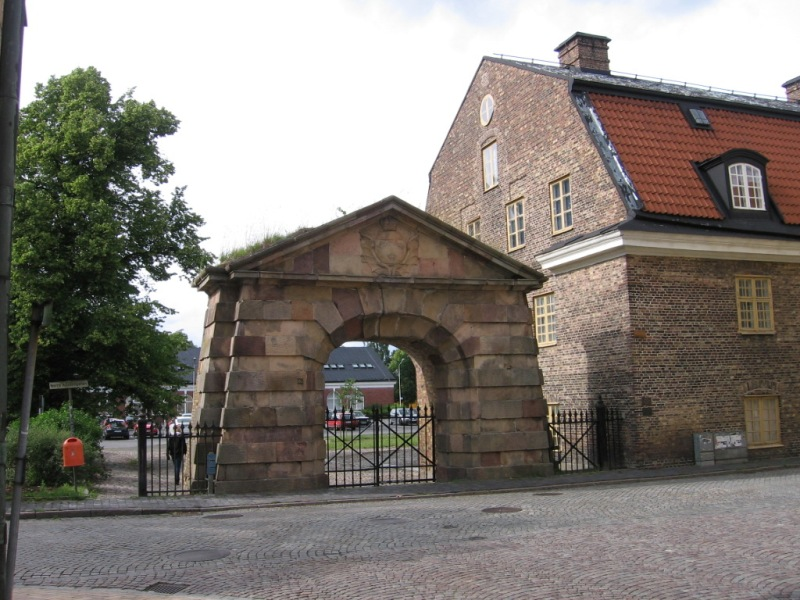
Kristianstad, (2007)
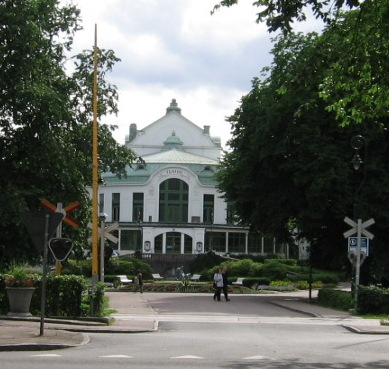
Kristianstad, (2007)